# Sofiane Djebarat
 (novembre 2018).
Si vous disposez d'ouvrages ou d'articles de référence ou si vous connaissez des sites web de qualité traitant du thème abordé ici, merci de compléter l'article en donnant les références utiles à sa vérifiabilité et en les liant à la section « Notes et références ».
Sofiane Djebarat est un footballeur algérien né le 7 mai 1983 à Toudja (Béjaïa). Il évoluait au poste de défenseur.

## Biographie
Sofiane Djebarat joue en Division 1 avec les clubs de la JSM Béjaïa et du MC Oran.